# Ginnerup

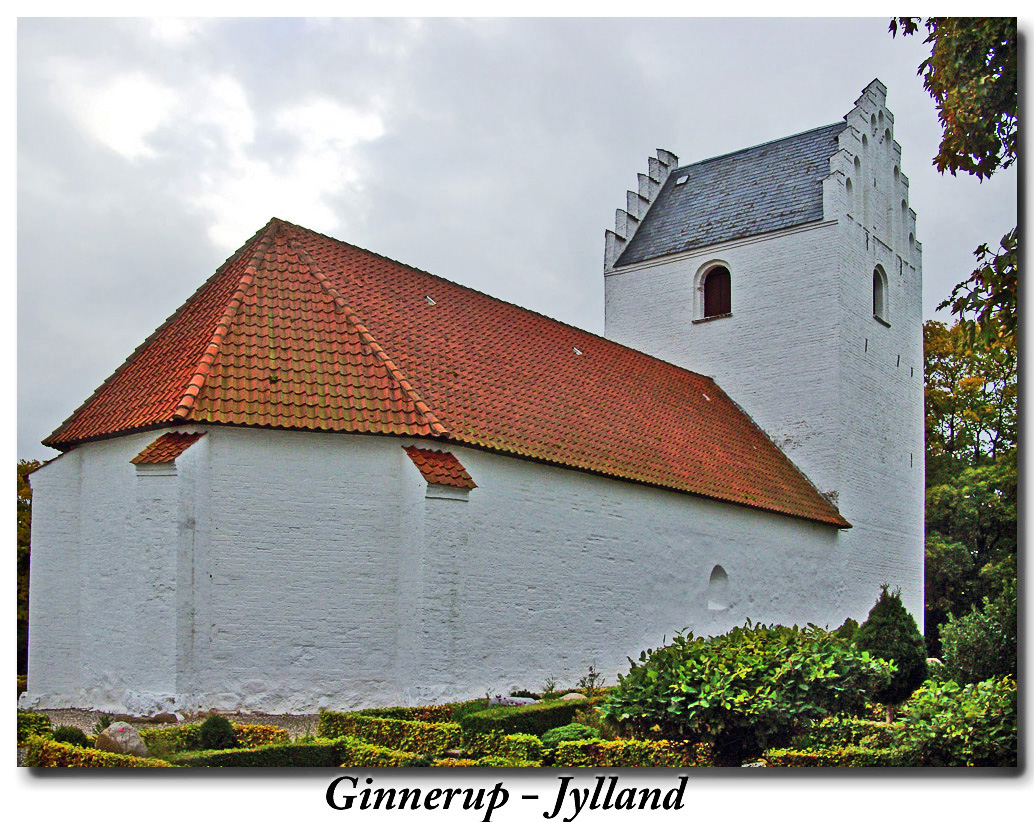
Iglesia de Ginnerup.

Ginnerup es un pequeño asentamiento en Dinamarca, localizado en el nordeste de la península de Jutlandia. Está a 10 km al oeste de Grenå. Es parte de la Municipalidad de Norddjurs en la región de Jutlandia Central. Ginnerup es el lugar de nacimiento de Anders Fogh Rasmussen, ex primer ministro de Dinamarca y actual 12.º secretario general de la OTAN.